# 사이클로테트라데케인
사이클로테트라데케인(cyclotetradecane) 또는 시클로테트라데칸은 C14H28의 화학식을 가져 분자에 탄소원자가 14개인 사이클로알케인이다.
무리 에너지가 낮다.